# Namgar

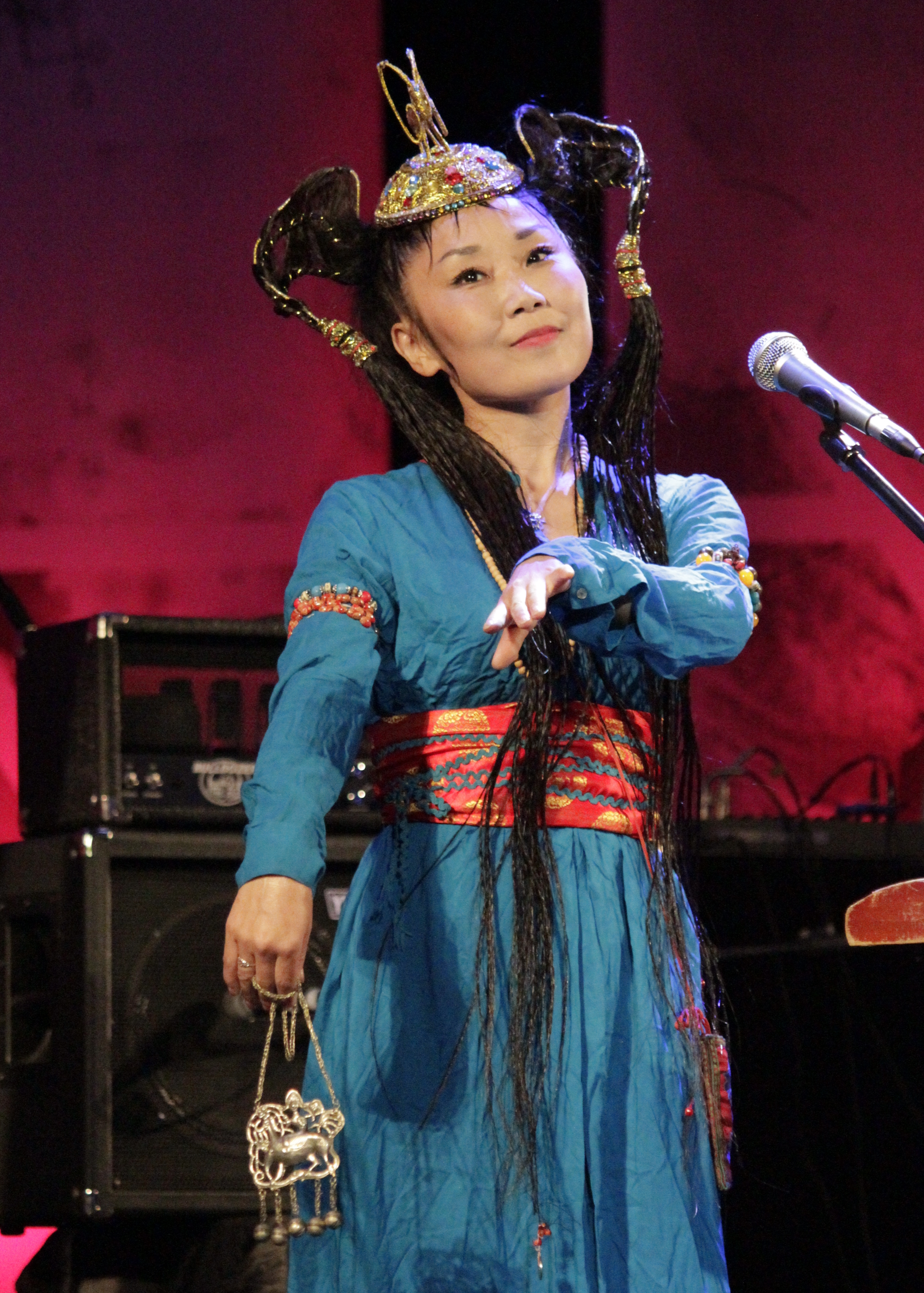
Namgar au (voix des nomades) en 2012

Namgar (bouriate cyrillique : Намгар) est un groupe de musique de 4 membres qui joue une musique inspirée de thèmes traditionnels mongols bouriates.
Sa chanteuse, Namgar Ayushievna Lhasaranova, plus généralement appelée Namgar Lhasaranova, vient de la frontière est, où trois pays, la Russie, la Mongolie et la Chine se rencontrent. Elle a hérité de la tradition de chant du peuple bouriate qui réside dans la république russe de Bouriatie et Aga-Bouriatie. Le groupe comprend Namgar Lhasaranova au chant et différents instrumentistes de Mongolie. Les instruments du groupe comprennent morin khuur, chanza ou sanza (luth à trois cordes), percussions traditionnelles, etc.

## Présentation
Namgar Lhasaranova, la chanteuse, a joué et enregistré des disques avec ce groupe ou en solo, accompagné d'autres musiciens et groupes contemporains, à la fois sur des lieux de la confédération de Russie et internationaux depuis 1980, tels que Alexeï Aïgui, l'orchestre philharmonique du théâtre Baikal,, Ole Jørn Myklebust (no), Charnett Moffett, Jana Herzen ou encore Mari Boine Persen, Theodor Bastard (en), Dandarvaanchig Enkhjargal. Ces représentations sont dans des genres musicaux variés, y compris des chansons traditionnelles, jazz et pop.
Parmi leur particularités notables, on peut citer l'interprétation d'airs de danse éteints en Mongolie, dont certains édepuis le XVIIe siècle, et la promotion de la tradition bouriate via l'interprétation de chansons du XXe siècle ou encore ancienne au sein du théâtre Baikal.

## Histoire
Namgar Lhasa joue sur les scènes internationales avec différentes formations depuis 1985. C'est au sein du groupe Selenga (en référence à la rivière) d'Oulan-Oudé, que Namgar et Eugen « Jipo » Zolotaryov se sont rencontrés et à commencer à former ce groupe.
Débutant en concerts à Moscou en mars 2001, le groupe prend alors le nom de la changeuse, Namgar, et invite à les musiciens mongols Kh. Altangerel, joueur de morin khuur et Jamyangiin Urantögs (en), joueur de yatga à les rejoindre. Ils se produit au festival international Riddu Riđđu (Norvège) en juillet 2001, en compagnie de Hedningarna, Wimme Saari (en), Sainkho Namtchylak, Mari Boine Persen, et Chirgilchin (en). La collaboration avec le festival continue jusqu'à aujourd'hui (2008), tandis que le groupe est devenu le représentant officiel du festival en Russie.
Ils ont fait plusieurs apparitions sur de grandes chaînes de télévision en Russie et de grandes salles de concert. Depuis quelques années, ils sont également présents lors d’expositions à Moscou d'un sculpteur bouriate : Dashi Namdakov.
Le premier CD de Namgar intitulé Hatar (Dance), a été enregistré et publié en octobre 2003 par le label moscovite, de musiques du monde sibérienne, Music Sketis Musique. Il a attiré l'attention de plusieurs revues internationales, intéressées la fois par la musique et la conception de la couverture par Dashi Namdakov[réf. souhaitée].
Namgar se produit en 2005 au festival de musique du monde Rainforest en Malaisie, en 2007 au festival de Shark Taronalari en Ouzbékistan, et en 2008 au Festival d'Art Alianait au Canada.

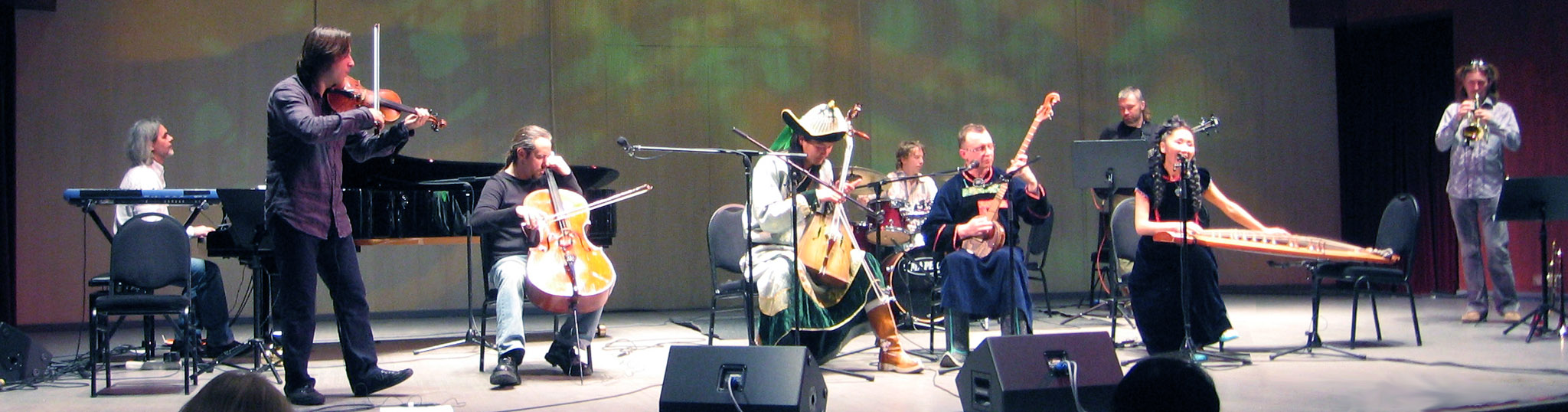
Alexei Aigui et son Ensemble 4'33", avec le groupe Namgar

En 2006-2007, Namgar ont été invités à prendre part à deux bandes originales de films par Alexei Aigui et son Ensemble 4'33 ". L'un de ces travaux a été pour la télévision pour la série Syschik Putilin (2007), en partie réalisée en Mongolie, et le CD inclut trois morceaux par le groupe, publié sous Alexei Aigui / . Ensemble 4'33", ils participent également ensemble à la bande originale de la série The Prince Of The Wind, avec le Moscou Film Orchestra en 2008.
En fin des années 2000, ils ont évolué dans leur style. À la fin de 2008, ils ont réalisé un nouvel album : Nomad qui comprend des chansons dans au moins trois styles: musique traditionnelle mongole / bouriate, la musique pop, et ethno-rock.
Namgar participe fin 2013 au LIFEM (London International Festival of Exploratory Music (en)), à Londres, accompagné de l'ensemble chinois de jiangnan sizhu, Silk and Bamboo Ensemble.
Namgar participe au festival Голос кочевников (ru) (voix des nomades), en Bouriatie.

## Discographie
- 2003 — « Хатар », (Khatar ou Hatar),
- 2008 — « Nomad » ;
- 2012 — « The Dawn of the Foremothers », avec Dandarvaanchig Enkhjargal.
- 2014 — « Nordic Namgar », enregistrement en concert à Riddu Riđđu avec Ole Jørn Myklebust (no).
- — Velti avec Theodor Bastard (en)[6].

### Bandes originales
Namgar a participé à différentes bandes originales de films et séries avec Alexeï Aïgui :
Longs métrages
- 2010 — La Première Femme (russe : Старшая жена d'Ivan Solovov (Иван Соловов) avec Andreï Panine)[11],[12],[13],[14].
- 2012 — La Horde (film, 2012)

Séries
- 2007 — Inspector Putilin / Сыщик Путилин[15] (à propos d'Ivan Dmitriyevich Putilin (ru), de l'époque des Tsars).
- 2008 — The Prince of the Wind / Князь ветра[16],[17]